# Anvers
Anvers (del francès Anvers; en neerlandès i oficialment, Antwerpen; en català, històricament Antuèrpia) és la ciutat més gran de la Regió de Flandes, i la segona de Bèlgica. És també la capital de la província d'Anvers.

## Llegenda
Explica la llegenda que el nom neerlandès d'Anvers, Antwerpen, seria derivat de hand werpen, que significa "llançar la mà". L'heroi Brabo hauria tallat la mà d'un gegant que tenia atemorits els barquers que volien travessar el riu Escalda. Els feia pagar un peatge i si s'hi resistien el gegant els tallava la mà i la llançava al riu. Al centre de la plaça del mercat, Grote Markt, es commemora aquesta llegenda amb una estàtua de Brabo llançant una mà, i fins i tot a l'escut de la ciutat hi ha dues mans. Brabo també hauria donat el seu nom al Brabant. La llegenda mostra almenys una realitat de la història de la ciutat: qui controla el riu és mestre de tot.

## Història
Anvers era la capital del Marquesat d'Antwerpen i feia part del Ducat de Brabant, que era una de les Disset Províncies. Després que el port de Brugge s'anés inutilitzant a causa dels sediments des del segle xiv, el d'Anvers pregué el relleu i la ciutat esdevingué molt pròspera. Això explica l'important llegat artístic i els edificis remarcables com l'ajuntament o la catedral gòtica, la més gran de Bèlgica. A Anvers hi van viure els pintors Rubens i Van Dyck.

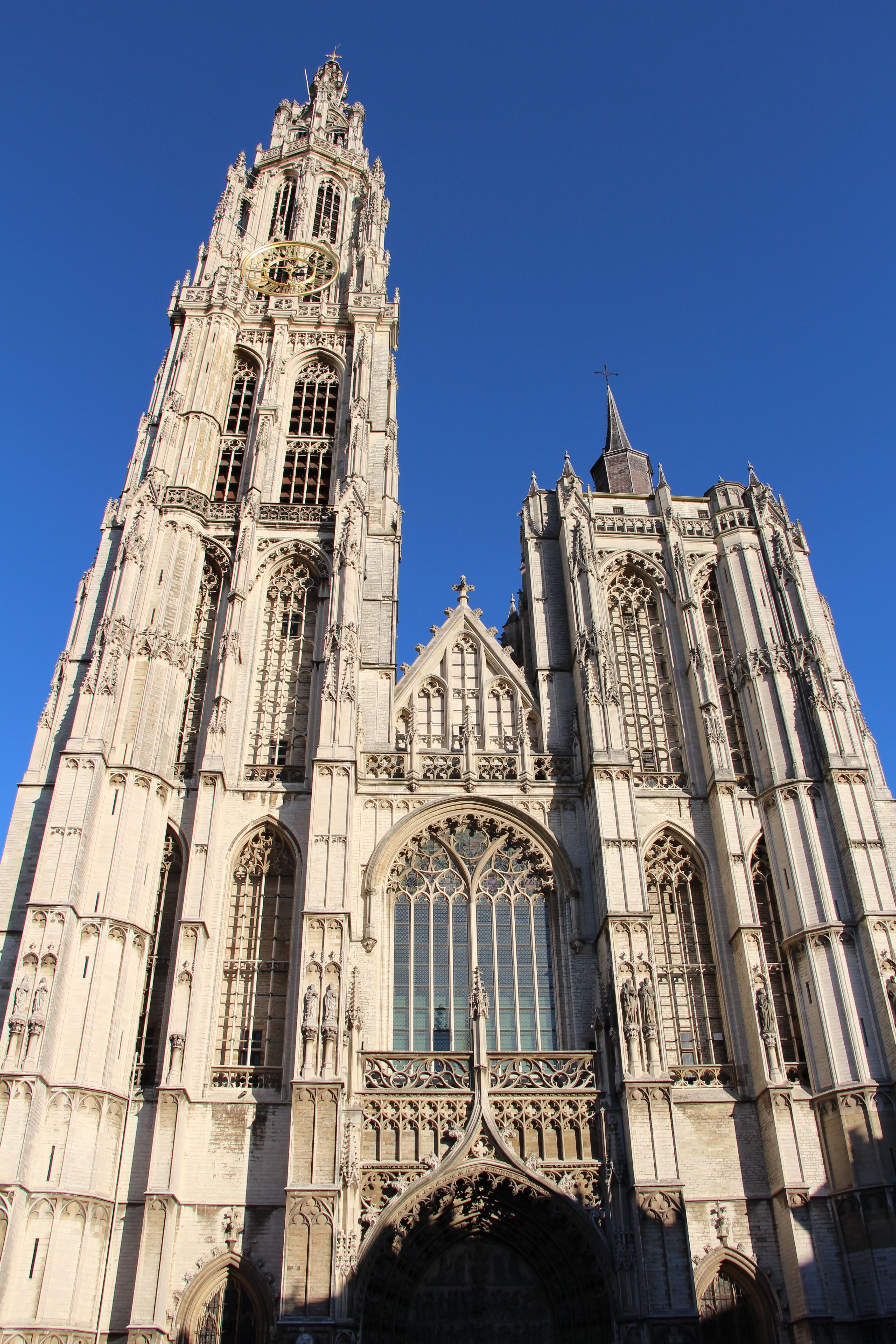
Façana oest de la catedral d'Anvers

Quan els Estats Generals dels Països Baixos van ocupar Flandes Zelandès per fer-ne una Terra de la Generalitat, van controlar l'estuari del riu Escalda i van bloquejar el port des de la fi del segle xvi fins al segle xviii. Va ser l'inici d'un període de decadència econòmica que va durar fins als anys 1850. Durant la guerra dels vuitanta anys, la ciutat fou assetjada. Sota Napoleó, l'Escalda serà reobert. Un primer moll modern, el ‘Bonapartedok', es va construir l'any 1811 i va provocar una revifalla del port. A la Revolució belga del 1830, els neerlandesos van tornar a tancar el riu com a mitjà de pressió. L'obertura de l'Escalda va ser un dels punts de discussió principals després de la independència de Bèlgica. L'any 1839, el Tractat de Londres (1839) o Tractat dels XIV articles va estipular dos articles molt importants per al port: l'obertura de l'Escalda i el Rin de Ferro, una connexió ferroviària amb el Rin cap a Düsseldorf. Encara avui dia, l'apregonament del riu i la reobertura del Rin de Ferro són subjecte de llargues negociacions entre els dos estats.

## Economia
Anvers és el segon port d'Europa (després de Rotterdam) i el quinzè del món, situat a ambdues ribes del riu Escalda. La ciutat també és coneguda per la seva indústria química i com el centre mundial del diamant. Hi ha unes 1500 companyies del diamant i un 70% de la producció mundial es negocia a Anvers.

## Transport

### Trens
Anvers és la ciutat que uneix les línies dirigides cap als Països Baixos, al nord. A l'est, les línies estan dirigides a Turnhout mentre que a l'oest, en direcció cap a Mechelen, Brussel·les i Charleroi. Al sud-oest, les destinacions més importants són Gant i Oostende.
A més a més, des d'aquesta surten trens internacionals dirigits a ciutats com Amsterdam i París. Tots aquests destins estan altament interconnectats amb altres ciutats europees, per la qual cosa és fàcil moure's de país en país des de les principals estacions.

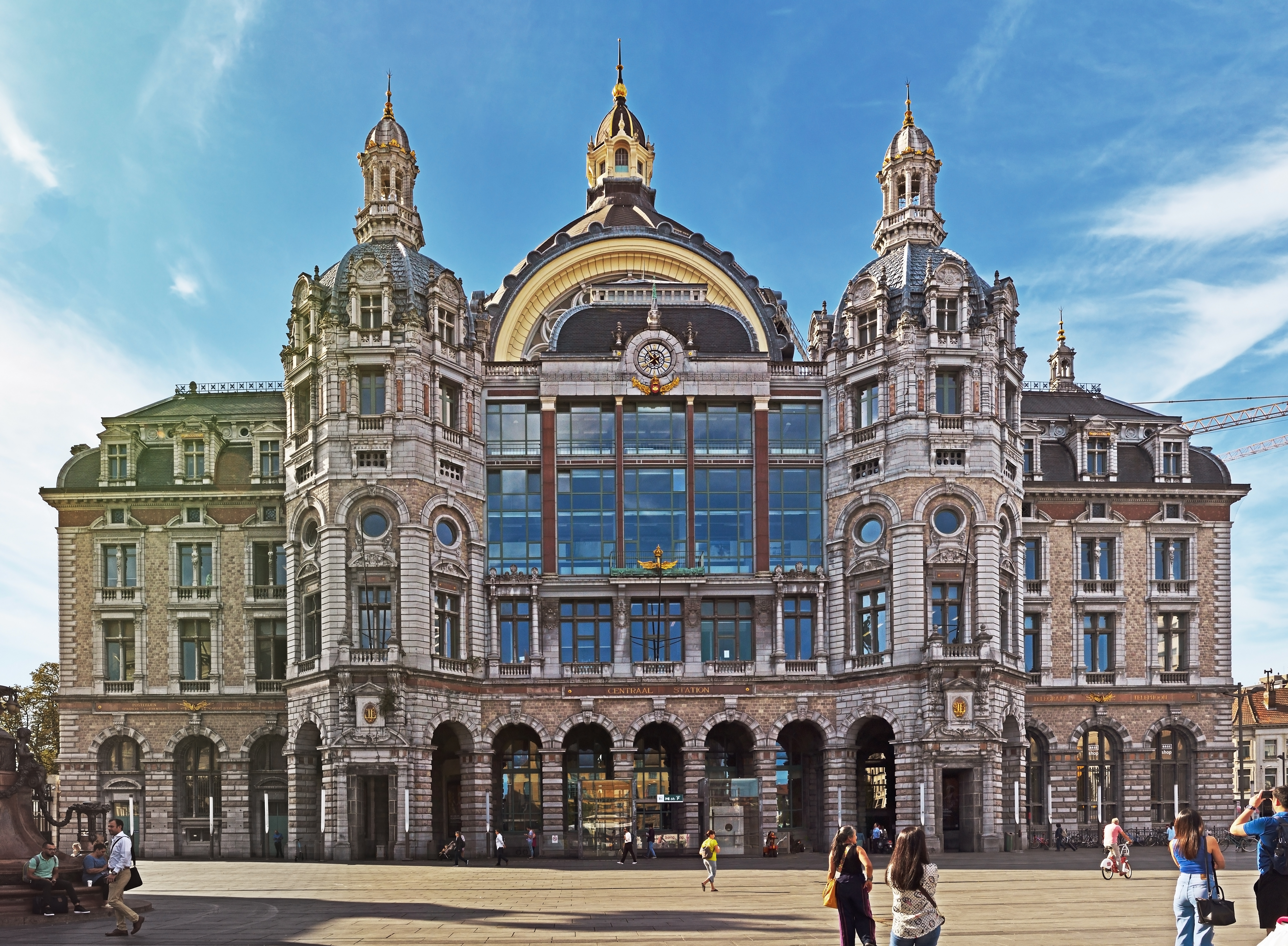
Exterior de l'Estació Central d'Anvers

L'estació que acull el principal flux de passatgers és l'Estació Central d'Anvers (Antwerpen Centraal Station, en neerlandès), que data de l'any 1905.
És característica per la bellesa de la seua arquitectura i per tenir una gran volta de vidre.
La revista nord-americana Newsweek la cataloga com la quarta estació de tren més gran del món.

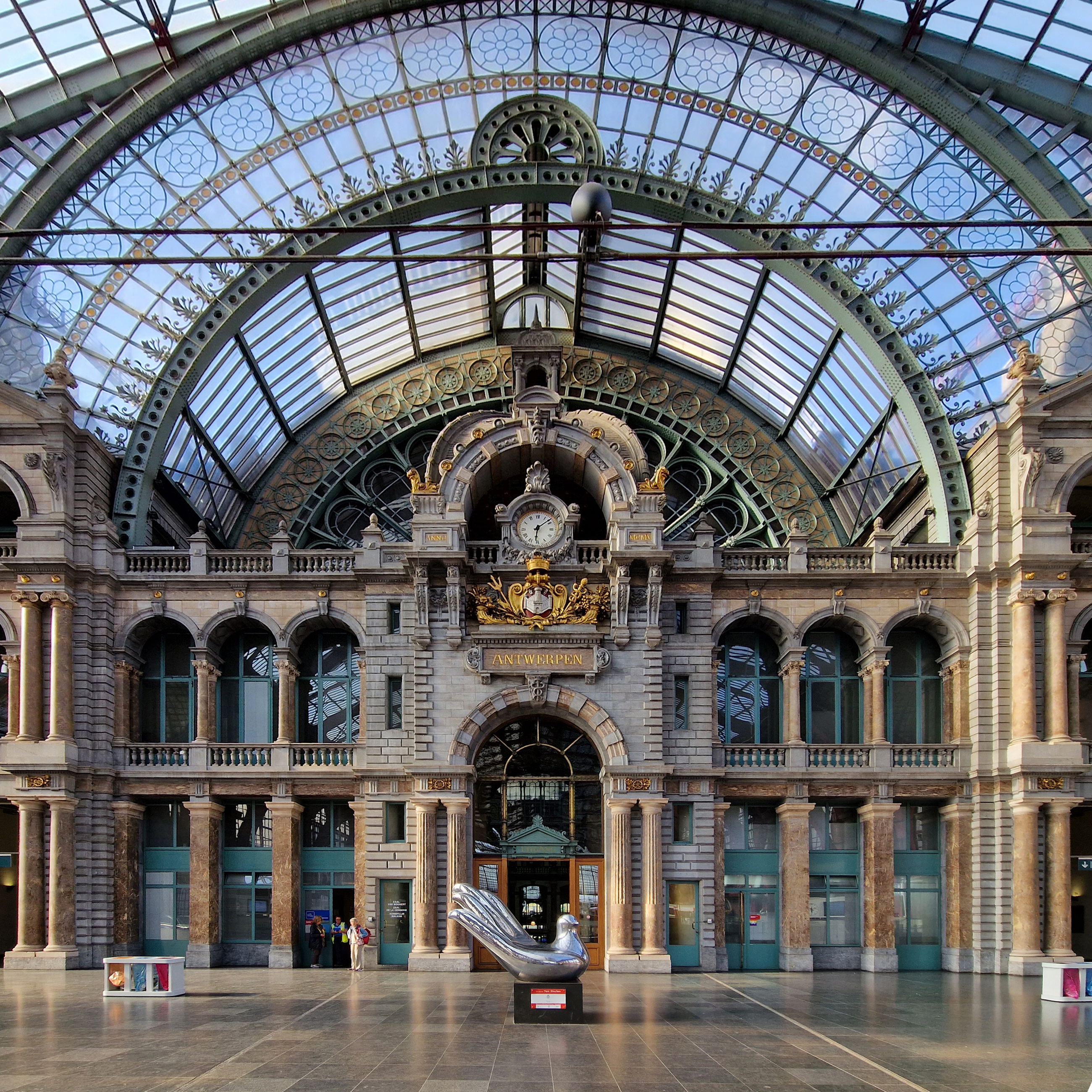
Interior de l'Estació Central d'Anvers.

Aquesta estació es caracteritza per tenir tres nivells diferents de vies, després que es perforés un túnel perquè l'estació pogués ser de pas per als trens Intercity i d'alta velocitat (des de 2007). Fins aleshores, aquests trens havien de fer marxa enrere en aquesta estació o bé aturar-se en una altra estació de la ciutat.

### Transport urbà
La ciutat compta amb una xarxa de tramvies i línies d'autobusos operades per De Lijn; i que connecten la ciutat amb el centre, els diferents barris i la part de la ciutat que resta al marge esquerre del riu.
El servei de tramvies compta amb dotze línies, mentre que el servei de trens subterranis —conegut en la ciutat com "Premetro"— en té sis.

### Aeroports

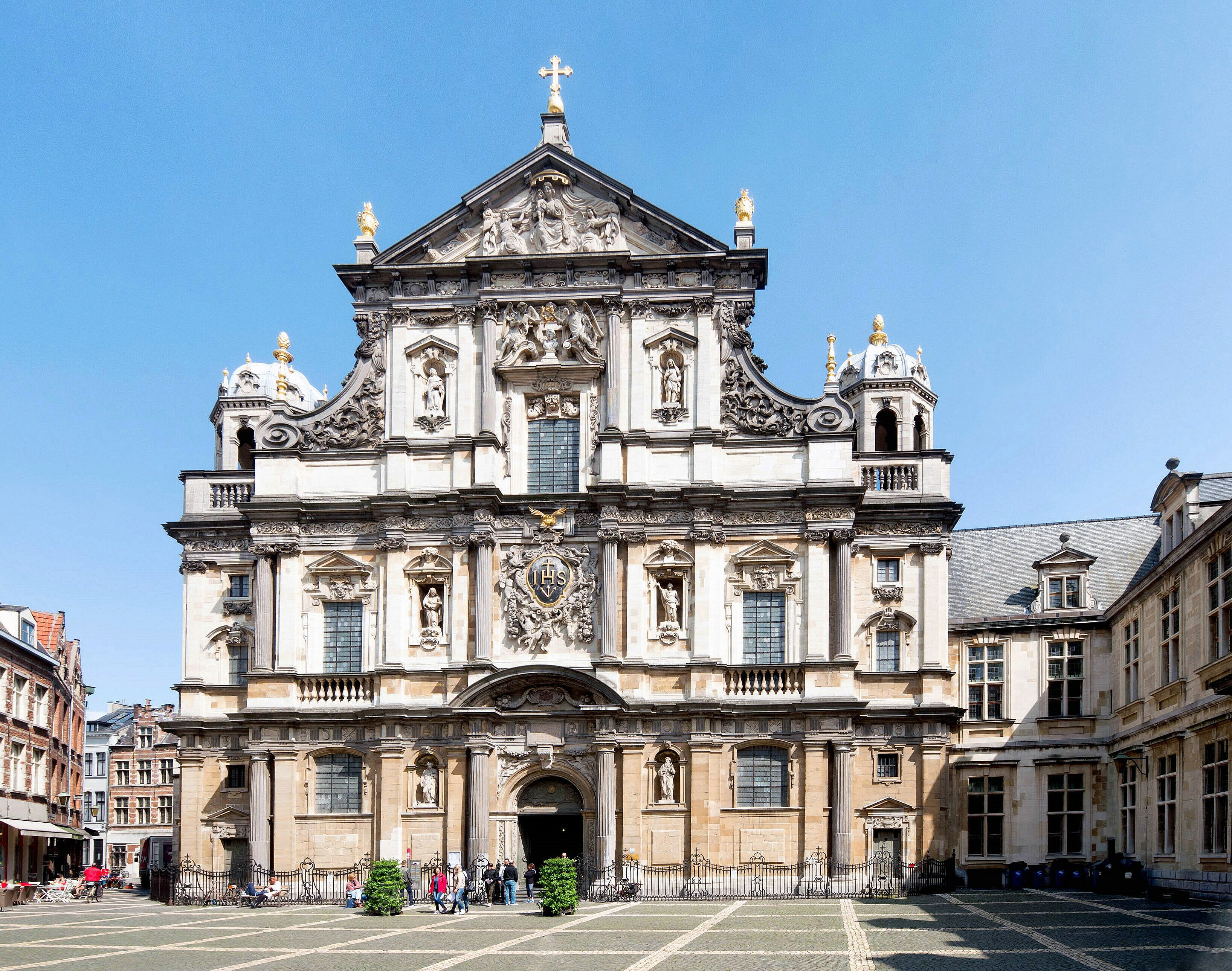
Església de Carles Borromeus d'Anvers

La ciutat també compta amb un aeroport, anomenat Aeroport Internacional d'Anvers (Internationale Luchthaven Antwerpen)(IATA: ANR, ICAO: EBAW), que s'ubica en el districte de Deurne. Està connectat amb el centre de la ciutat mitjançant autobusos i està pendent una connexió entre aquest aeroport i el de Brussel·les Sud (Charleroi) mitjançant un tren d'alta velocitat amb eixides cada hora.
En l'actualitat aquest aeroport té connexions amb les ciutats angleses de Londres i Manchester, operades respectivament per Air France i BMI Regional. A banda, hi ha una sèrie de vols xàrter oferts per les companyies Abelag i Flying Gropu.

## Demografia
A Anvers hi resideix una important comunitat jueva des de l'edat mitjana. Des dels anys 1960 la comunitat magrebina va créixer molt.
L'evolució demogràfica és:
- 1575: 100.000 habitants aproximadament
- 1590: menys de 40.000
- 1800: 45.500
- 1830: 73.500
- 1856: 111.700
- 1880: 179.000
- 1900: 275.100
- 1925: 308.000
- 2004: 468.717
- 2006: 461.496
- 2015: 513.500
- 2017: 520.000

## Llocs d'interès

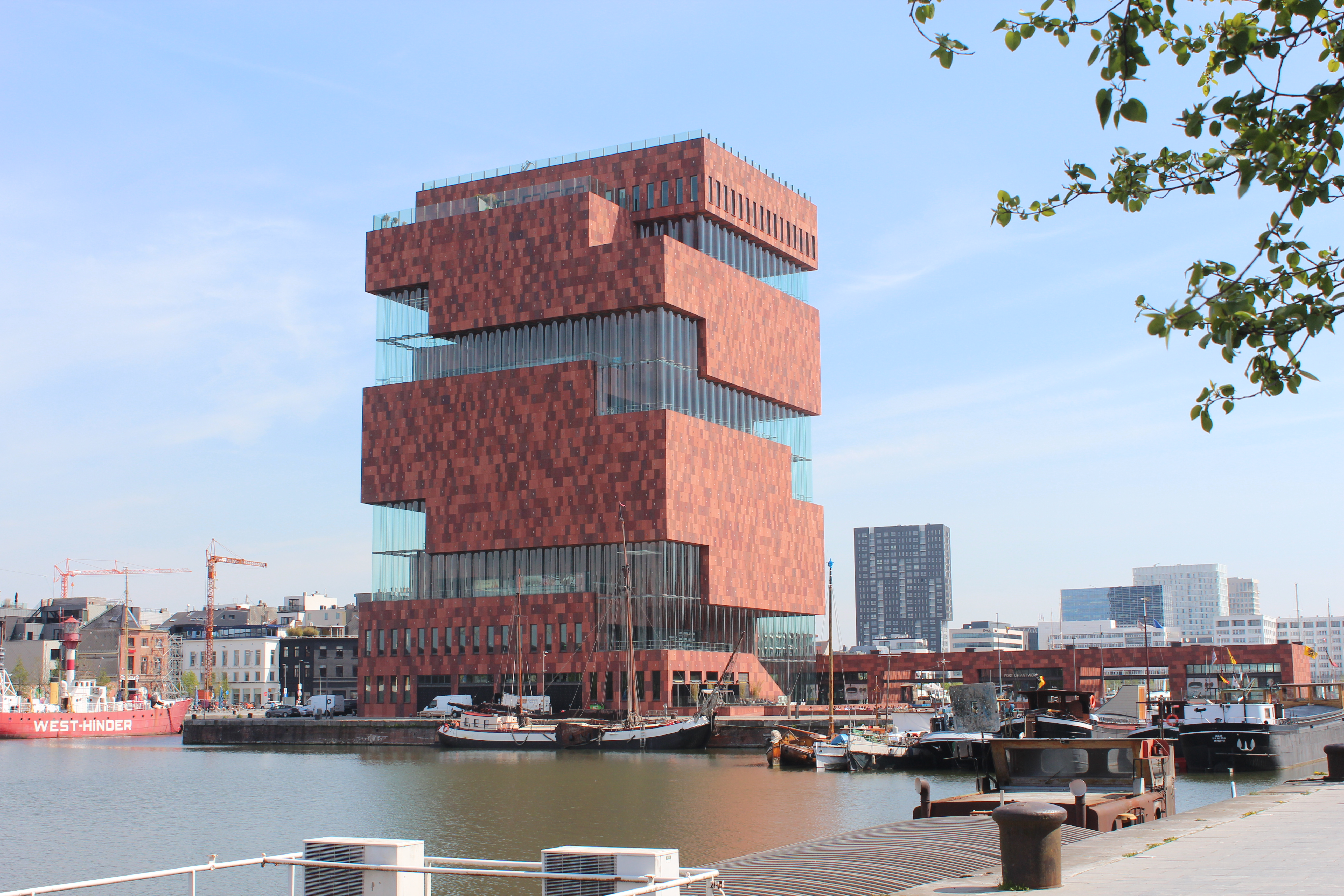
Museu aan de Stroom (MAS). La seva col·lecció inclou objectes marítims, peces etnogràfiques i exposicions temporals que connecten la cultura, l'art i la història locals i globals.

- Barri jueu dels talladors de diamants (avui dia, Anvers és el centre del judaisme hassídic més important d'Europa darrera Londres i abans París)[3]
- Catedral
- Església Sant Pau
- Església de Sant Jaume
- Església de Carles Borromeus
- Ajuntament
- Castell Steen
- Beguinatge
- Rubenshuis o Casa de Rubens
- Estació Central
- Reial Museu de Belles Arts
- Museu aan de Stroom (MAS)
- Reial Acadèmia de Belles Arts
- Port
- Zoo
- Casa de les Lletres, museu i arxiu de la literatura flamenca

## Govern

### Llista de Burgmestres
Des del 1830 han ocupat el càrrec:
- Frans Antoon Verdussen (: 1830)

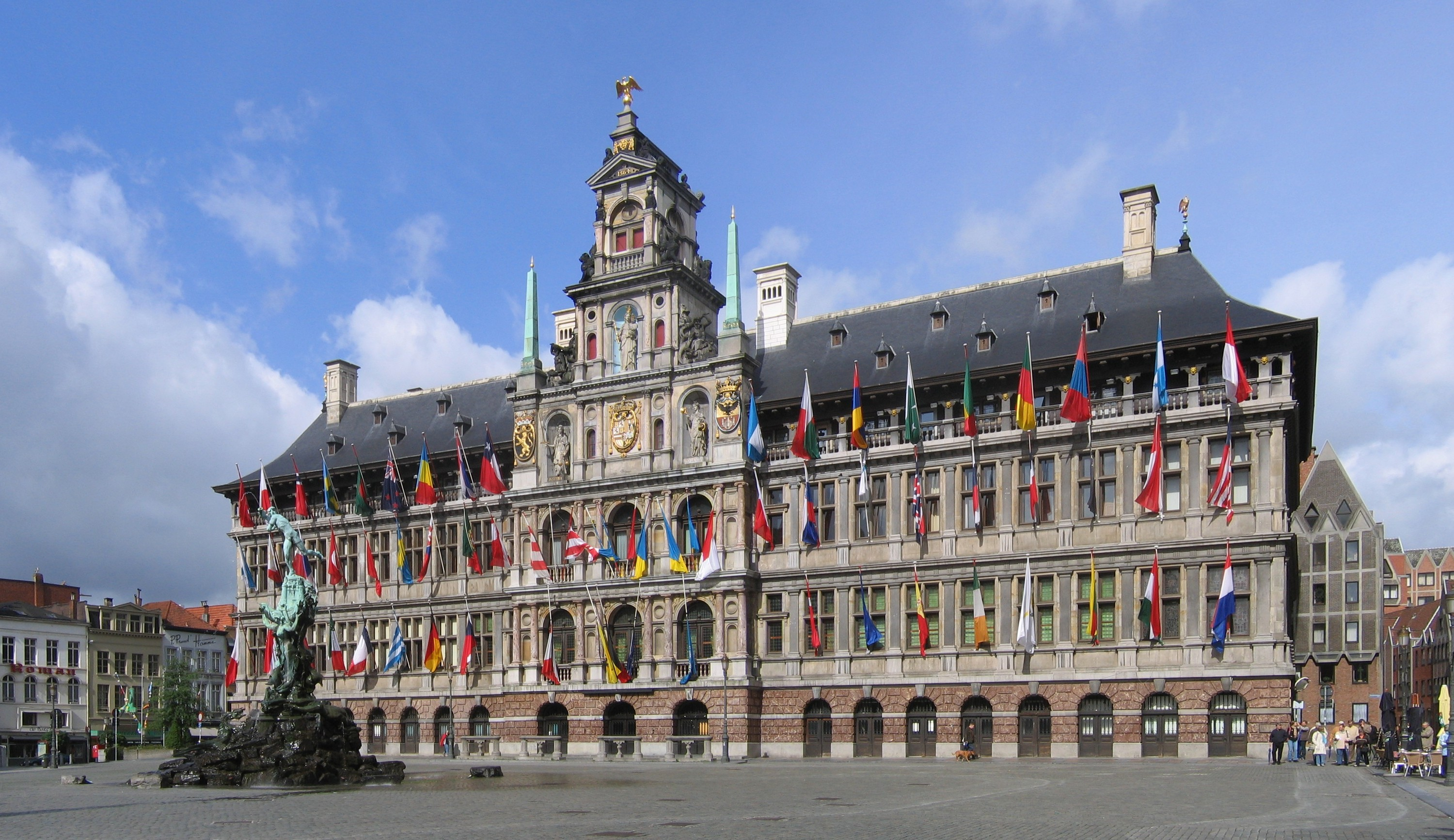
Ajuntament d'Anvers

- Antoon Dhanis van Cannart (: 1830)
- Alexis Gleizes (: 1830-1831)
- Graaf Gerard Legrelle (: 1831-1848) (christ.)
- Jan Frans Loos (: 1848-1863) (lib.)
- Xavier Gheysens (waarnemend : 1863) (meeting)
- Jozef Cornelis Van Put (: 1863-1872) (meeting)
- Leopold De Wael (: 1872-1892) (lib.)
- Georges Gits 1892) (lib.)
- Jan Van Rijswijck (: 1892-1906) (lib.)
- Victor Desguin (1906 a 1908-1909) (lib.)
- Peter Alfons Hertogs (: 1906-1908) (lib.)
- Jan De Vos (1909-1921) (lib.)
- Hector Lebon (1921)

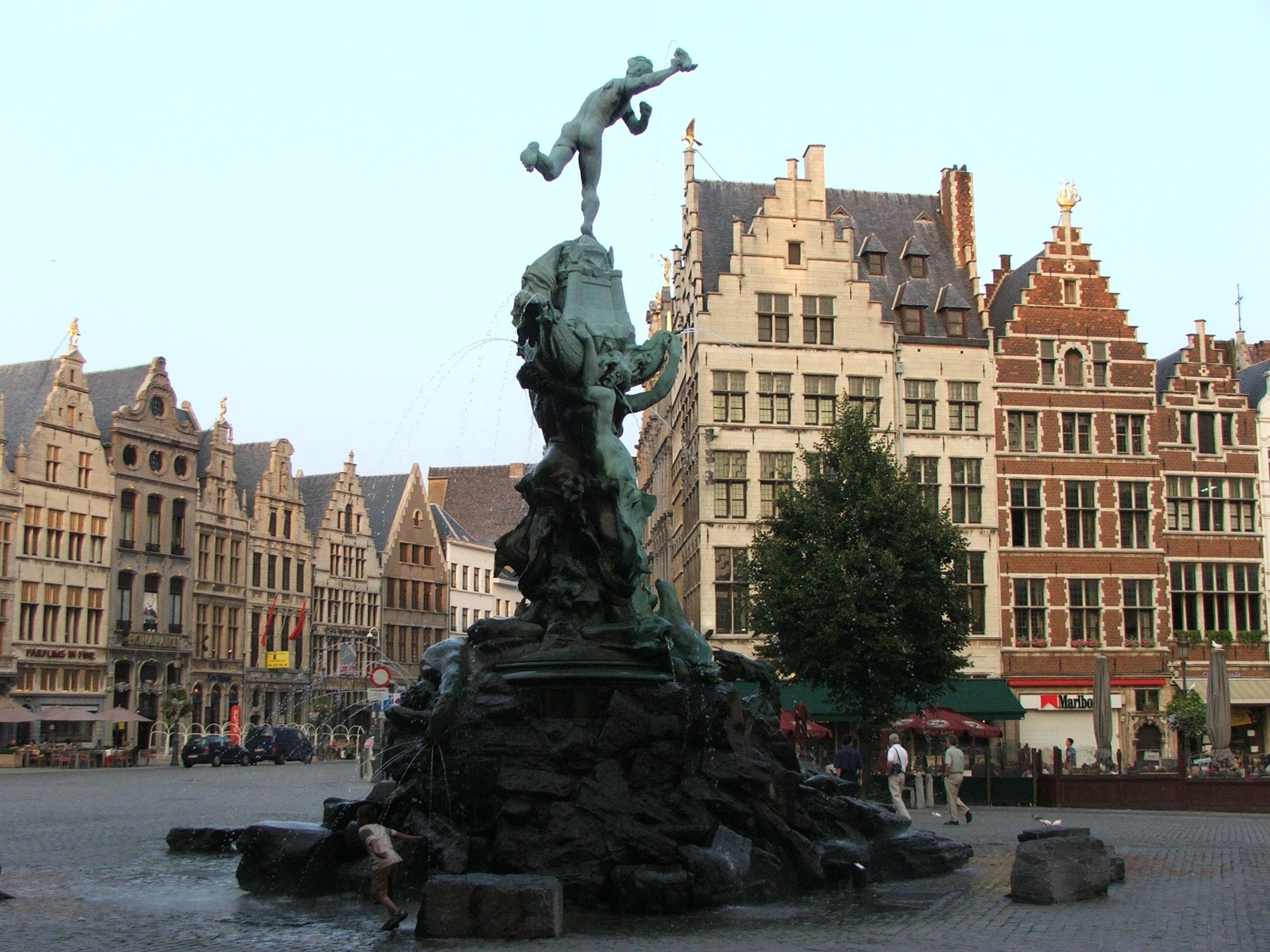
Estàtua de Bravo a la Grote Markt d'Anvers

- Frans van Cauwelaert (1921-1932) (christ.)
- Camille Huysmans (1933-1940 a 1944-1946) (soc.)
- Leo Delwaide (1940-1944 en 1976) (christ.)
- Jan Timmermans (: 1944) (vl. nat.)
- Emile Van Put (1944)
- Willem Eekelers (1946-1947) (soc.)
- Lode Craeybeckx (1947-1976) (soc.)
- Frans Detiège (1976) (soc.)
- Mathilde Schroyens (1977-1982) (soc.)
- Bob Cools (1983-1994) (soc.)
- Leona Detiège (1995-2003) (soc.)
- Patrick Janssens (2003-2012) (2006-?SP.A-Spirit)

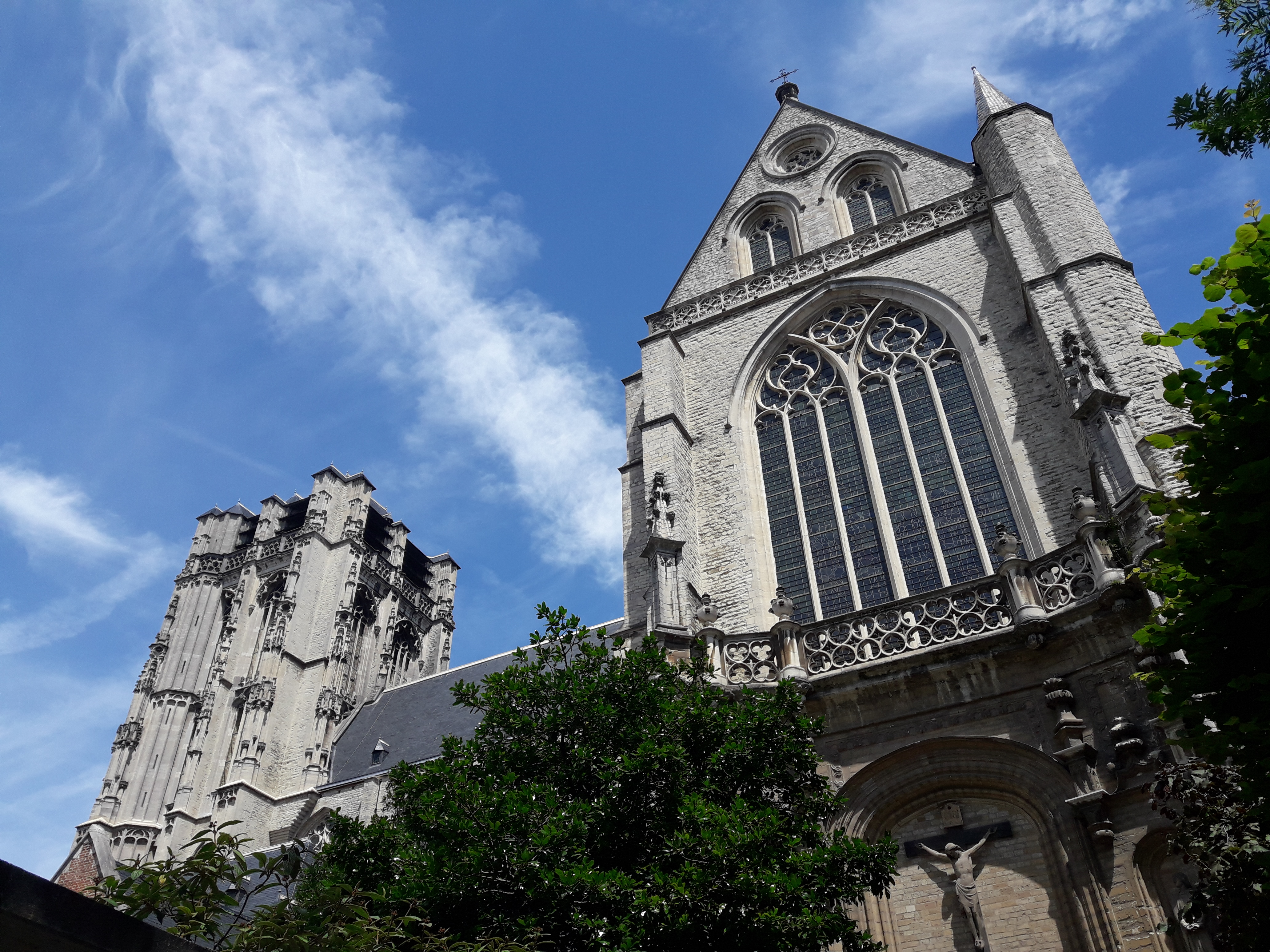
Església de Sant Jaume d'Anvers

- Bart De Wever (2012-...) (NV-A)

## Personatges cèlebres nascuts a Anvers
- Anton van Dyck (1599-1641), pintor flamenc
- Pieter Boel, (1626-1674), arquitecte, banquer, pintor, escriptor
- Jan van Asseliers (1520-1587), jurista, autor del Plakkaat van Verlatinghe (1581)
- Hendrik Conscience (1812-1883), escriptor
- Georges Eekhoud, (1854-1927), escriptor
- Willem Elsschot, (1882-1960), escriptor
- Jan Jacob de Laet (1815-1891), escriptor i polític
- Johannes de Laet, (vers el 1593-1624), geògraf i filòleg
- Jean-Charles della Faille, (1597-1652), matemàtic i astrònom
- Hugues C. Pernath (1931-1975), poeta
- Petrus Phalesius el jove (1510-1573), empresari, editor musical i impressor
- Jan Henri Simon (1783-1861), violinista i compositor musical
- Wannes Van de Velde (1937-2008), cantautor
- Antoine Bessems (1806-1868), violinista i compositor